# Hartlepool United Football Club
L'Hartlepool United Football Club è un club calcistico inglese di Hartlepool.
Milita in National League, quinta divisione del campionato inglese di calcio.

## Storia
Il club fu fondato nel 1908 per scissione dal West Hartlepool, club rugbistico, da alcuni soci che decisero invece di adottare il codice di football della FA; il nome del nuovo club fu Hartlepools United Football Athletic Company.
Il club viene ammesso per la prima volta nella sua storia alla Football League nel 1921, un anno dopo la creazione della terza divisione di tale Lega, nella quale il club milita ininterrottamente fino al 1958, quando viene ammesso alla neonata quarta divisione; soltanto un anno prima, nel campionato 1956-1957, aveva conquistato un secondo posto in classifica dietro al Derby County, promosso in seconda divisione. L'Hartlepool è inoltre noto per la sua associazione a Brian Clough, che ha iniziato la sua carriera manageriale nel club nel 1965 ed è considerato come uno dei più grandi allenatori di calcio in inglese di tutti i tempi; dal 1958 al 1968 il club gioca ininterrottamente in quarta divisione, ritornando in terza divisione grazie ad un terzo posto in classifica nella Fourth Division 1967-1968, ma retrocedendo immediatamente in quarta divisione dopo una sola stagione. Dal 1969 al 1991 il club ha quindi trascorso 22 stagioni consecutive in quarta divisione, piazzandosi più volte (6, per la precisione) nelle posizioni in classifica che ne rendevano necessaria la rielezione nella Football League. Sotto la gestione Cyril Knowles il club è stato poi promosso in terza divisione nel 1991, grazie ad un terzo posto in classifica nella Fourth Division 1990-1991. Grazie ad un secondo posto in classifica nella Third Division 2002-2003 e nella Football League Two 2006-2007 il club ha poi conquistato altre due promozioni dalla quarta alla terza divisione; il miglior risultato di questi anni è comunque il sesto posto in classifica in terza divisione nella Football League One 2004-2005, grazie al quale il club si è qualificato ai play-off per la promozione in seconda divisione, nei quali è stato finalista perdente.
Nella stagione 2020-2021 il club si è piazzato al quarto posto in classifica in National League, vincendo poi i play-off e tornando così nella Football League dopo quattro stagioni consecutive in quinta divisione (che di fatto erano anche le uniche trascorse dal club al di fuori della Football League dalla sua ammissione alla Lega stessa nel 1921). Nella stagione 2021-2022, da neopromosso, raggiunge la semifinale di Football League Trophy, perdendo ai calci di rigore contro il Rotherham Utd.

## Stadio
L'Hartlepool gioca le partite interne a Victoria Park, attualmente denominato come The Suit Direct Stadium per motivi di sponsorizzazione, stadio che si trova in Clarence Road.

## Palmarès

### Competizioni nazionali
- FA Amateur Cup: 1

1904-1905

### Competizioni regionali
- Durham Challenge Cup: 5

1908-1909, 1909-1910, 1956-1957, 1957-1958, 2004-2005

## Allenatori
- Percy Humphreys (1912-1913)
- Jacky Carr (1932-1935)
- Ray Middleton (1957-1959)
- Allenby Chilton (1962-1963)
- Bobby Gurney (1963-1964)
- Geoff Twentyman (1965)
- Brian Clough (1965-1967)
- John Simpson (1970-1971)
- Len Ashurst (1971-1974)
- Ken Hale (1974-1976)
- Billy Horner (1976-1983)
- Mick Docherty (1983)
- John Duncan (1983)
- Billy Horner (1984-1986)
- Cyril Knowles (1989-1991)
- Viv Busby (1993)
- John MacPhail (1993-1994)
- David McCreery (1994-1995)
- Keith Houchen (1995-1996)
- Mick Tait (1996-1999)
- Mike Newell (2002-2003)
- Neale Cooper (2003-2005)
- Danny Wilson (2006-2008)
- Mick Wadsworth (2010-2011)
- Neale Cooper (2011-2012)
- John Hughes (2012)
- Colin Cooper (2013-2014)
- Sam Collins (2014) (interim)
- Craig Hignett (2016-2017)
- Sam Collins (2017) (interim)
- Dave Jones (2017)
- Matthew Bates (2018)
- Craig Hignett (2018) (interim)
- Richard Money (2018-2019)
- Craig Hignett (2019)
- Antony Sweeney (ott.-nov. 2019) (interim)
- Dave Challinor (nov. 2019- nov. 2021)
- Antony Sweeney (nov.-dic. 2021) (interim)
- Greame Lee (dic. 2021-mag. 2022)
- Antony Sweeney &  Michael Nelson (mag.-giu. 2022) (interim)
- Paul Hartley (giu.-set. 2022)
- Antony Sweeney (set. 2022) (interim)
- Keith Curle (ott. 2022-2023)

## Statistiche e record

### Statistiche individuali
| N. |                        | Ruolo | Calciatore         |
| -- | ---------------------- | ----- | ------------------ |
| 1  | Inghilterra (bandiera) | P     | Ben Killip         |
| 2  | Inghilterra (bandiera) | D     | Jamie Sterry       |
| 3  | Inghilterra (bandiera) | D     | David Ferguson     |
| 4  | Senegal (bandiera)     | C     | Mouhamed Niang     |
| 5  | Scozia (bandiera)      | D     | Euan Murray        |
| 7  | Scozia (bandiera)      | C     | Jake Hastie        |
| 8  | Inghilterra (bandiera) | C     | Nicky Featherstone |
| 9  | Inghilterra (bandiera) | A     | Josh Umerah        |
| 10 | Inghilterra (bandiera) | C     | Callum Cooke       |
| 11 | Inghilterra (bandiera) | C     | Wes McDonald       |
| 12 | Inghilterra (bandiera) | A     | Joe Grey           |
| 13 | Inghilterra (bandiera) | P     | Patrick Boyes      |
| 15 | Albania (bandiera)     | D     | Edon Pruti         |
| 16 | Inghilterra (bandiera) | C     | Matty Dolan        |
| 18 | Inghilterra (bandiera) | A     | Mikael Ndjoli      |
| 19 | Scozia (bandiera)      | A     | Jack Hamilton      |

| N. |                        | Ruolo | Calciatore        |
| -- | ---------------------- | ----- | ----------------- |
| 20 | Francia (bandiera)     | D     | Mohamad Sylla     |
| 21 | Galles (bandiera)      | P     | Kyle Letheren     |
| 22 | Inghilterra (bandiera) | C     | Tom Crawford      |
| 23 | Galles (bandiera)      | D     | Rollin Menayese   |
| 24 | Inghilterra (bandiera) | D     | Alex Lacey        |
| 35 | Inghilterra (bandiera) | D     | Taylor Foran      |
| 36 | Inghilterra (bandiera) | A     | Connor Jennings   |
| 37 | Inghilterra (bandiera) | D     | Daniel Dodds      |
| 38 | Inghilterra (bandiera) | C     | Oli Finney        |
| 39 | Inghilterra (bandiera) | D     | Peter Hartley     |
| 40 | Inghilterra (bandiera) | C     | Dan Kemp          |
| 41 | Polonia (bandiera)     | P     | Jakub Stolarczyk  |
| 42 | Cipro (bandiera)       | C     | Tayt-Lemar Trusty |
| 44 | Inghilterra (bandiera) | C     | Brendan Kiernan   |
| 48 | Inghilterra (bandiera) | A     | Leon Clarke       |

| N. |                        | Ruolo | Calciatore         |
| -- | ---------------------- | ----- | ------------------ |
| 1  | Inghilterra (bandiera) | P     | Ben Killip         |
| 2  | Inghilterra (bandiera) | D     | Jamie Sterry       |
| 3  | Inghilterra (bandiera) | D     | David Ferguson     |
| 4  | Senegal (bandiera)     | C     | Mouhamed Niang     |
| 5  | Scozia (bandiera)      | D     | Euan Murray        |
| 7  | Scozia (bandiera)      | C     | Jake Hastie        |
| 8  | Inghilterra (bandiera) | C     | Nicky Featherstone |
| 9  | Inghilterra (bandiera) | A     | Josh Umerah        |
| 10 | Inghilterra (bandiera) | C     | Callum Cooke       |
| 11 | Inghilterra (bandiera) | C     | Wes McDonald       |
| 12 | Inghilterra (bandiera) | A     | Joe Grey           |
| 13 | Inghilterra (bandiera) | P     | Patrick Boyes      |
| 15 | Albania (bandiera)     | D     | Edon Pruti         |
| 16 | Inghilterra (bandiera) | C     | Matty Dolan        |
| 18 | Inghilterra (bandiera) | A     | Mikael Ndjoli      |
| 19 | Scozia (bandiera)      | A     | Jack Hamilton      |

| N. |                        | Ruolo | Calciatore        |
| -- | ---------------------- | ----- | ----------------- |
| 20 | Francia (bandiera)     | D     | Mohamad Sylla     |
| 21 | Galles (bandiera)      | P     | Kyle Letheren     |
| 22 | Inghilterra (bandiera) | C     | Tom Crawford      |
| 23 | Galles (bandiera)      | D     | Rollin Menayese   |
| 24 | Inghilterra (bandiera) | D     | Alex Lacey        |
| 35 | Inghilterra (bandiera) | D     | Taylor Foran      |
| 36 | Inghilterra (bandiera) | A     | Connor Jennings   |
| 37 | Inghilterra (bandiera) | D     | Daniel Dodds      |
| 38 | Inghilterra (bandiera) | C     | Oli Finney        |
| 39 | Inghilterra (bandiera) | D     | Peter Hartley     |
| 40 | Inghilterra (bandiera) | C     | Dan Kemp          |
| 41 | Polonia (bandiera)     | P     | Jakub Stolarczyk  |
| 42 | Cipro (bandiera)       | C     | Tayt-Lemar Trusty |
| 44 | Inghilterra (bandiera) | C     | Brendan Kiernan   |
| 48 | Inghilterra (bandiera) | A     | Leon Clarke       |

| National League 2023-2024 | National League 2023-2024 |
| --- | ------------------------- |
| Aldershot Town · Altrincham · Barnet · Boreham Wood · Bromley · Chesterfield · Dag & Red · Dorking Wanderers · Eastleigh · Ebbsfleet Utd · Fylde · Gateshead · Halifax Town · Hartlepool Utd · Kidderminster · Maidenhead Utd · Oldham Athletic · Oxford City · Rochdale · Solihull Moors · Southend Utd · Wealdstone · Woking · York City |                           |

| Controllo di autorità | VIAF (EN) 157371398 · LCCN (EN) nb2010017787 |